# Energy Holding
Energy Holding este o companie care se ocupă cu tradingul de energie electrică, din România.
Compania a dominat, între anii 2000–2007, piața locală de trading.
Fondată în 2000 de către omul de afaceri Bogdan Buzăianu, afacerea Energy Holding a fost preluată în 2006 de banca elvețiană Société Bancaire Privée (SBP), cu sediul în Geneva.
În prezent (martie 2009), acționarul majoritar este compania B.V. Marken Investment&Trading M.I.T. înregistrată în Olanda, care deține 95% din acțiuni.
Cifra de afaceri:
- 2008: 226 milioane Euro[2]
- 2007: 328,1 milioane euro[1]

Venit net:
- 2008: 24,4 milioane euro[2]
- 2007: 3,9 milioane euro[1]